# Ewa Kasprów
Ewa Kasprów, wcześniej Ślusarz, (ur. 1 kwietnia 1979 roku w Opolu) – polska siatkarka. Obecnie występuje w pierwszoligowym klubie Jadar Sport S.A. Stężyca. Gra na pozycji rozgrywającej. W latach 1997–1999 12-krotna reprezentantka Polski.

## Kariera
- –1995  MOS Opole
- 1995–1998  SMS Sosnowiec
- 1998–2004  Wisła Kraków
- 2004–2006  AZS AWF Poznań
- 2006–2008  Energa Gedania Gdańsk
- 2008–2010  PTPS Piła
- 2011–2013  GKS Wieżyca 2011/Jadar S.A. Stężyca

## Osiągnięcia
- 2009 –   Brązowy medal Mistrzostw Polski z Farmutilem Piła